# Галсклейнод
Галсклейнод(лат. Monile) - в Геральдиці прикраса на шиї шолома.
У ролі галсклейноду може виступити монета, медаль або інший кулон, а також особистий почесний знак на стрічці чи ланцюжку. Використання знака та його геральдична інтерпретація суперечливі, тим паче, що він не згадується у блазоні. Таким чином, дайний елемент є лише творчістю геральдичного художника.
Знак також може символізувати приналежність до турнірного товариства. Це також трактується як знак, який переможець дав переможеному в турнірі. Не дозволялося розміщувати галсклейнод на шиї шолома герба міщанина, оскільки міщани, що мають герб, рідко мали право брати участь у турнірах. Вперше шоломи XV століття отримали дану прикрасу.